# Laotische Front für nationalen Aufbau

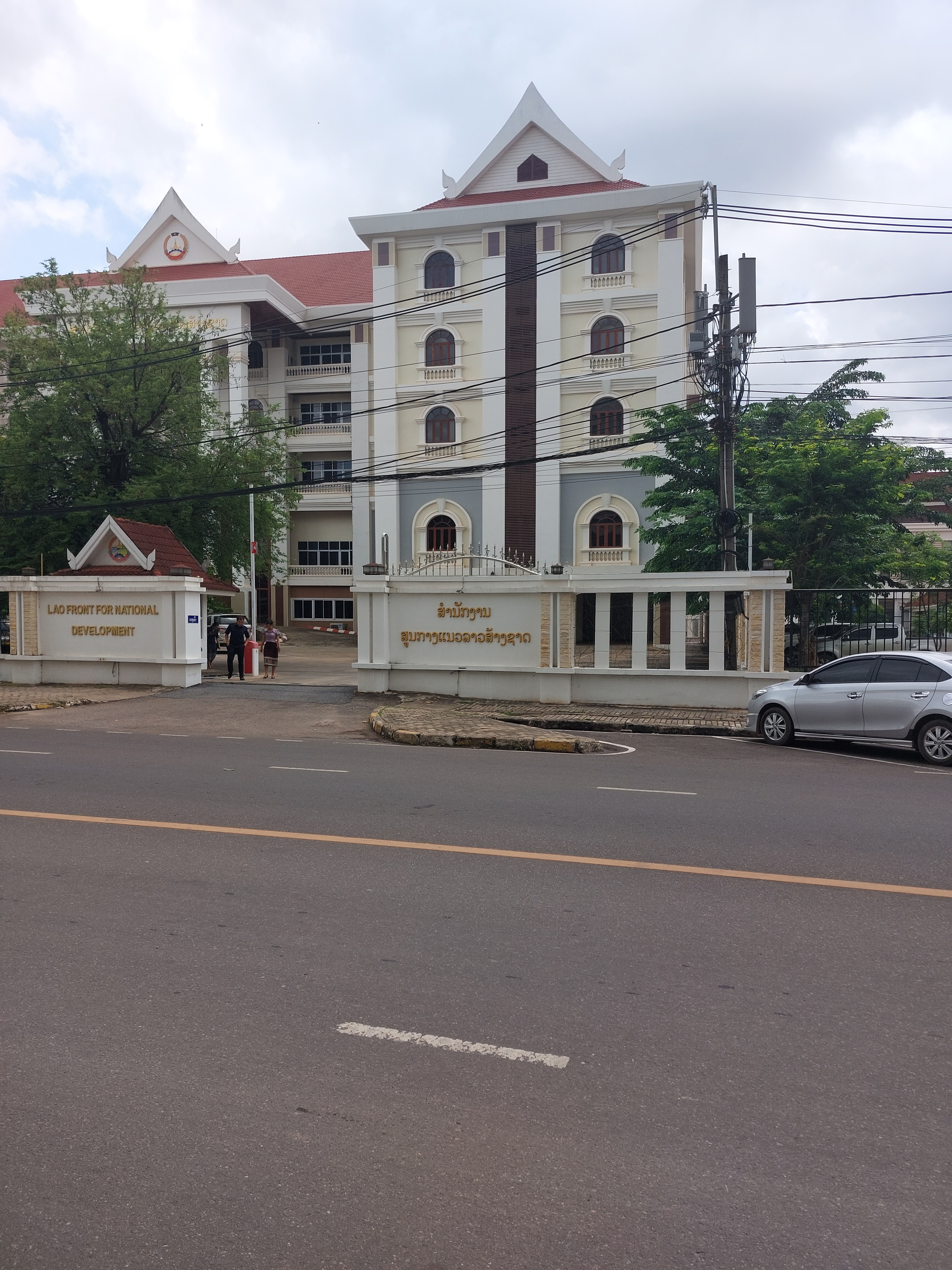
Hauptquartier der Front in Vientiane

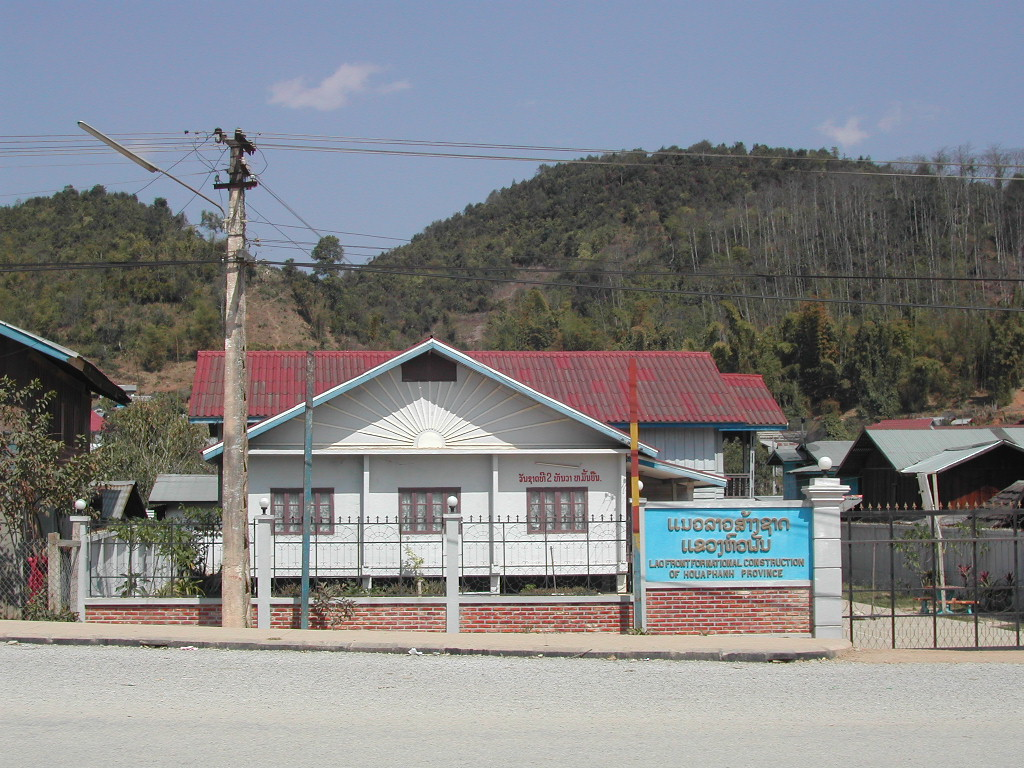
Einrichtung der Laotischen Front für nationalen Aufbau in Sam Neua

Die Laotische Front für nationalen Aufbau (auch „Laotische Front des Nationalen Aufbaus“ oder „Laotische Nationale Aufbaufront“; Laotisch: ແນວລາວສ້າງຊາດ, Neo Lao Sang Xat; französisch Front lao pour la construction nationale, FLCN; englisch Lao Front for National Development, LFND) ist die nationale Volksfront der Demokratische Volksrepublik Laos. Sie wurde im Jahre 1979 gegründet und wird von der kommunistischen Einheitspartei, der Laotischen Revolutionären Volkspartei, geführt. Vorgänger war die 1955 gegründete Laotische Patriotische Front (Lao: ແນວລາວຮັກຊາດ, gesprochen Näo Lao Hak Sat, kurz NLHS).
Ihre Aufgabe ist es, dem Ausland den Anschein von Pluralismus vorzugeben und landesweite Massenorganisationen sowie andere sozio-politische Organisationen zu organisieren. Im Jahre 1988 wurden ihre Aufgabenfelder erweitert, um spezielle ethnische Minderheitenangelegenheiten, vor allem den Hmong-Konflikt, mit einzuschließen. Sie ist auch zuständig für religiöse Angelegenheiten, so müssen alle religiösen Organisationen im Land mit der Linie der FLCN im Einklang stehen.
Präsidenten des Ständigen Ausschusses der Laotischen Front für nationalen Aufbau
- Souphanouvong (1976–1986)
- Phoumi Vongvichit (1986–1991)
- Khamtai Siphandon (1991–2001)
- Sisavath Keobounphanh (seit 2001)